# Roanoke, Virginia
Roanoke är en stad (independent city) i delstaten Virginia i USA. Staden har 100 011 invånare (2020), på en yta av 110,99 km².